# Dragshul Trinley Rinchen
Dragshul Trinley Rinchen (1871-1936) was van 1915 tot 1936 de negenendertigste sakya trizin, de hoogste geestelijk leider van de sakyatraditie in het Tibetaans boeddhisme.